# Lucija Mlinarič
Lucija Mlinarič, slovenska umetnostna kotalkarica, *20. avgust 1987, Šempeter pri Gorici, † 3. oktober 2019, Kobarid.
Velja za najboljšo slovensko kotalkarico in je dobitnica številnih medalj na državnih, evropskih in svetovnih prvenstvih.
Prvič si je obula kotalke že pri 12 mesecih in se od njih ni ločila vse do pomladi 2019. S svojo aktivno kotalkarsko kariero se je začela ukvarjati pri 4 letih, leta 1992 v Klubu za umetnostno kotalkanje Nova Gorica (KUK Nova Gorica), katerega je bila članica do leta 1996. V istem letu je prestopila v KK Renče katerega je članica še danes. Pri 5 letih se je prvič udeležila državnega prvenstva v kategoriji cicibanov, kjer ni osvojila naslova državne prvakinje, temveč od leta 1993 dalje se je njena kotalkarska pot strmo dvigovala in pričela osvajati vsa domača in tuja tekmovanja.
Takrat je postala tudi prvič državna prvakinja in vse do leta 2015, razen redkih izjem (poškodbe oz. bolezni) osvajala naslove državne prvakinje. V svojo zbirko je zabeležila 52 prvih mest, 3 druga mesta in eno tretje mesto.
Leta 1998 ko je bila stara 11 let je postala članica ZKSŠ-ja in ostala njena akitvna članica vse do konca aktivne kariere leta 2015. Leta 1998 je prvič nastopala na evropskem prvenstvu v Nemčiji in osvojila 11. mesto v kombinaciji. Bila je najmlajša tekmovalka v kategoriji kadetov, saj je do tega leta kar dvakrat preskočila kategorijo. Naslednje leto 1999, je bila prva dobitnica medalje med dekleti v Sloveniji. Do tega leta se nobeni tekmovalni ni uspelo uvrstiti na EP med prve tri v bilokateri kategoriji. Osvojila je bronasto medaljo v kombinaciji. Leta 2001 je na domačem prizorišču v Renčah še izboljšala rezultat in v kombinaciji osvojila srebro v kategoriji mlajših mladink. Poleg teh v mlajših kategorijah pomembnih tekmovanjih je na pokalu Nemčije od leta 1999 dalje, osvajala medalje tako zlate, srebrne in bronaste v prostem programu, obveznih likih in kombinacijah. 
Prvič se je udeležila svetovnega prvenstva za mladince in člane, ki se je odvijalo v ZDA leta 2004. Domov se je vrnila s prestižno uvrstitvijo, 3. mestom v prostem programu. ZDA je osvojila s kratkim programom, z glasbo, ki ji jo je poklonila skupina Sidharta - "Samo edini" ter tako navdušila publiko in sodnike. 
Leta 2005 je bila prva slovenska udeleženka svetovnih iger - World games (olimpijske igre neolimpijskih športov) v Duisburgu v Nemčiji ter osvojila drugo mesto v prostem programu.  
Leta 2007 je prvič osvojila dvojno lovoriko ter postala dvokratna evropska prvakinja v članski kategoriji tako v prostem programu kot kombinaciji. Dvojni naslov evropske prvakinje je ponovila še leta 2011, kjer je dvojnemu zlatu dodala še srebro v obveznih likih. 
Leta 2013 se je spet udeležila svetovnih iger, tokrat v Caliju (Kolumbija) kjer je v prostem programu prav tako osvojila drugo mesto.            
| Kraj        | Leto | Kategorija      | Obvezni liki | Prosti program | Kombinacija |
| ----------- | ---- | --------------- | ------------ | -------------- | ----------- |
| Renče       | 1998 | Kadeti          | 2. mesto     | 1. mesto       | 1. mesto    |
| Renče       | 1999 | Kadeti          | 1.           | 1.             | 1.          |
| Renče       | 2000 | Kadeti          | 1.           | 1.             | 1.          |
| Nova Gorica | 2001 | Kadeti          | 1.           | 1.             | 1.          |
| Lukovica    | 2002 | Mlajši mladinci | 1.           | 1.             | 1.          |
| Renče       | 2003 | Mlajši mladinci | 1.           |                |             |
| Ljubljana   | 2004 | Mladinci        | 1.           | 1.             | 1.          |
| Renče       | 2005 | Mladinci        | 1.           | 1.             | 1.          |
| Lukovica    | 2006 | Člani           | 1.           | 1.             | 1.          |
| Renče       | 2007 | Člani           | 2.           | 1.             | 1.          |
| Lukovica    | 2008 | Člani           | 1.           | 1.             | 1.          |
| Domžale     | 2010 | Člani           | 2.           | 1.             | 1.          |
| Renče       | 2011 | Člani           | 3.           | 1.             | 1.          |
| Renče       | 2012 | Člani           | 1.           | 1.             | 1.          |
| Renče       | 2013 | Člani           | 1.           | 1.             | 1.          |
| Renče       | 2014 | Člani           | 1.           | 1.             | 1.          |

| Kraj                  | Leto | Kategorija | Obvezni liki | Prosti program | Kombinacija |
| --------------------- | ---- | ---------- | ------------ | -------------- | ----------- |
| Folonica (ITA)        | 1999 | Kadeti     |              |                | 3. mesto    |
| Renče (SLO)           | 2001 | Kadeti     |              |                | 2.          |
| Guion Mestrase (FRA)  | 2007 | Člani      |              | 1.             | 1.          |
| Nazare (POR)          | 2009 | Člani      |              | 3.             | 3.          |
| Vic (ŠPA)             | 2010 | Člani      |              |                | 2.          |
| Reggio Calabria (ITA) | 2011 | Člani      | 2.           | 1.             | 1.          |
| Armas (FRA)           | 2012 | Člani      |              | 2.             | 2.          |
| Roccaraso (ITA)       | 2013 | Člani      |              | 1.             | 1.          |

| Kraj             | Leto | Kategorija | Obvezni liki | Prosti program | Kombinacija |
| ---------------- | ---- | ---------- | ------------ | -------------- | ----------- |
| Fresno (ZDA)     | 2004 | Mladinci   |              | 3. mesto       |             |
| Rim (ITA)        | 2005 | Mladinci   |              | 2.             | 2.          |
| Gold Coast (AUS) | 2007 | Člani      |              |                | 2.          |
| Freiburg (NEM)   | 2009 | Člani      |              |                | 3.          |
| Brasilila (BRA)  | 2011 | Člani      |              | 2.             | 2.          |
| Auckland (NZL)   | 2012 | Člani      |              | 3.             | 2.          |
| Reus (ŠPA)       | 2014 | Člani      |              | 3.             | 2.          |

| Kraj           | Leto | Kategorija | Obvezni liki | Prosti program | Kombinacija |
| -------------- | ---- | ---------- | ------------ | -------------- | ----------- |
| Duisburg (NEM) | 2005 | Člani      |              | 2. mesto       |             |
| Cali (KOL)     | 2013 | Člani      |              | 2. mesto       |             |

Za svoje dosežke je prejela več športnih priznanj in pohval na občinski in državni ravni.  
- Dobitnica osebnosti primorske meseca avgusta za leto 2007
- Dobitnica malih in velikih plaket športnega zavoda Nova Gorica za športne dosežke leta 2007, 2009, 2011, 2012 in 2013
- Leta 2014 pa je bila prejemnica zlate plakete za športne dosežke, ter dobila naziv "Naj športnica Goriške"
- Priznanja OKS-ja leta 2007 in 2010 bronasta plaketa. Leta 2009, 2011, 2012, 2013 pa je bila prejemnica srebrne plakete

Največje prizananje, ki ga je dosegla za njene športne uspehe, pa je bilo Bloudkovo priznanje leta 2015, za prispevek k razvoju slovenskega športa in njeno športno kariero.
Od aktivnega umetnostnega kotalkanja se je poslovila 7. novembra 2015 v njenem klubu v Renčah. Na gala večeru so se zbrali vsi največji svetovni kotalkarji. Zaključka se je udeležil tudi takratni predsednik države Borut Pahor, kateri je z njo odkotalkal zadnji krog.
Tudi po uradni upokojitvi v športu je ostala aktivna ter se leta 2016 odpravila na prostovoljno delo v Čile, kjer je sodelovala s trenerji in delila svoje znanje mlajšim športnikom. Po prihodu iz Čila pa je svoje znanje širila v kotalkarskem klubu Renče in v Polisportivi na Opčinah pri Trstu.  
V njeni športni poti so ji bili ob strani številni trenerji: Metka Munih, Anita Brešar, Sonja Cernecca, Tanja Blažič, Peter Brlec, Alenka Blažko, Marina Prodan, Vijoleta Mordej, Marko Pelicon in Ruben Omar Ghenchi.
1. 1 2  https://www.obrazislovenskihpokrajin.si/oseba/mlinaric-lucija/